# Hugh Casson
Hugh Maxwell Casson (23 mai 1910 - 15 août 1999) est un architecte britannique. Il est également architecte d'intérieur, artiste, écrivain et homme de médias sur le design du XXe siècle. Il est directeur de l'architecture pour le Festival of Britain de South Bank en 1951. De 1976 à 1984, il est président de la Royal Academy.

## Biographie
Casson est le neveu de l'acteur Lewis Casson. Il étudie à l'Eastbourne College dans l'East Sussex, puis au St John's College de Cambridge (1929-1931), après quoi il passe du temps à la Bartlett School of Architecture de Londres.
Avant la Seconde Guerre mondiale, il partage son temps entre l'enseignement à la Cambridge School of Architecture et le travail dans le bureau londonien de son tuteur de Cambridge, Christopher (Kit) Nicholson. Il écrit le livre New Sights of London en 1938 pour London Transport, défendant l'architecture moderne à portée de Londres, tout en restant critique des antécédents du Royaume-Uni en matière de construction innovante. Pendant la guerre, il travaille dans le Service de Camouflage du Ministère de l'Air.
Casson est nommé à son poste de directeur de l'architecture du Festival de Grande-Bretagne en 1948 à l'âge de 38 ans et s'entoure d'autres jeunes architectes. Par exemple, la conception moderniste du Royal Festival Hall est dirigée par une femme de 39 ans, Leslie Martin. Les réalisations de Casson au Festival lui valent d'être nommé Knight Bachelor en 1952.
Après la guerre, et parallèlement à son travail au Festival, Casson s'associe au jeune architecte Neville Conder. Leurs projets comprennent des bâtiments du siège social, des campus universitaires, l'Elephant House au zoo de Londres, un bâtiment pour le Royal College of Art (où Casson est professeur de design d'intérieur de 1955 à 1975, puis prévôt), le bâtiment de microbiologie (Belfast), et la planification et la conception des bâtiments de la faculté des arts de Sidgwick Avenue pour l'Université de Cambridge, notamment le bâtiment Austin Robinson qui abrite la faculté d'économie ainsi que la Marshall Library of Economics. Ce dernier projet dure une trentaine d'années.
Il est ami avec des membres de la famille royale et aurait enseigné l'aquarelle au prince Charles. En 1955 il conçoit les intérieurs pour le yacht royal Britannia. Il conçoit également des intérieurs pour des suites au palais de Buckingham et au château de Windsor.
De 1953 à 1975, il est professeur de design environnemental au Royal College of Art, où sa femme Margaret est tutrice principale.
Dans les années 1980, Casson devient un présentateur de télévision, avec sa propre série, Personal Pleasures with Sir Hugh Casson, sur les demeures seigneuriales et les lieux qu'il aime.
Casson fournit des illustrations à l'aquarelle pour une nouvelle édition de l'autobiographie en vers de Sir John Betjeman Summoned by Bells (1960); L'Illustrated "Summoned by Bells" est publié par John Murray en 1989.

## Accueil
Après son travail pour le Festival de Grande-Bretagne, Casson est fait chevalier dans les honneurs du Nouvel An de 1952. Il est nommé Chevalier Commandeur de l'Ordre royal de Victoria en 1978 et Compagnon d'honneur en 1985.
Il est élu membre associé de la Royal Academy en 1962 et membre à part entière en 1970. Il est trésorier en 1975-1976 et président de 1976 à 1984. Au cours de l'exposition d'été, l'académie décerne un prix annuel de dessin Hugh Casson "pour une œuvre originale sur papier sur n'importe quel support, où l'accent est clairement mis sur le dessin", et une pièce de la Maison du Gardien porte son nom .